# Allegiance (Fernsehserie)
Allegiance ist eine US-amerikanische Fernsehserie, die am 5. Februar 2015 ihre Premiere beim Sender NBC feierte.
Die Serie besteht aus 13 Folgen in einer Staffel. Aufgrund schwacher Quoten sah der ausstrahlende Sender von einer Fortsetzung ab und verbannte die Serie bereits nach 5 Folgen ins sendereigene Online-Programm.

## Besetzung
Hauptdarsteller
- Hope Davis: Katya O’Connor
- Scott Cohen: Mark O’Connor
- Gavin Stenhouse: Alex O’Connor
- Margarita Levieva: Natalie O’Connor
- Morgan Spector: Victor Dobrynin
- Alexandra Peters: Sarah O’Connor
- Kenneth Choi: Sam Luttrell

Wiederkehrende Darsteller
- Robert John Burke: Special Agent Brock
- Floriana Lima: Special Agent Michelle Prado
- Fred Dalton Thompson: FBI-Direktor
- Diane Farr: Elizabeth Simpson
- Giancarlo Esposito: Oscar Christoph / Marcus Bolivar / John Phillips